# Tratado de Trentschin
El Tratado de Trentschin se firmó el 24 de agosto de 1335 entre el rey Casimiro III de Polonia y el rey Juan de Bohemia junto con su hijo, el margrave Carlos IV .  El acuerdo se alcanzó por mediación del cuñado de Casimiro, el rey Carlos I de Hungría, y se firmó en el castillo de Trencin, en el Reino de Hungría (actual Eslovaquia). Con este acuerdo se iniciaba la transferencia de la soberanía sobre la antigua provincia polaca de Silesia al Reino de Bohemia, por lo que los Ducados de Silesia pasaron a formar parte de la Corona de Bohemia. Tras la firma de este tratado, los tres reinos de Bohemia, Hungría y Polonia se reunieron en el Primer Congreso de Visegrado a finales de 1335 para seguir debatiendo sobre el reparto de tierras. En este congreso también se hizo oficial el tratado.

## Preludio

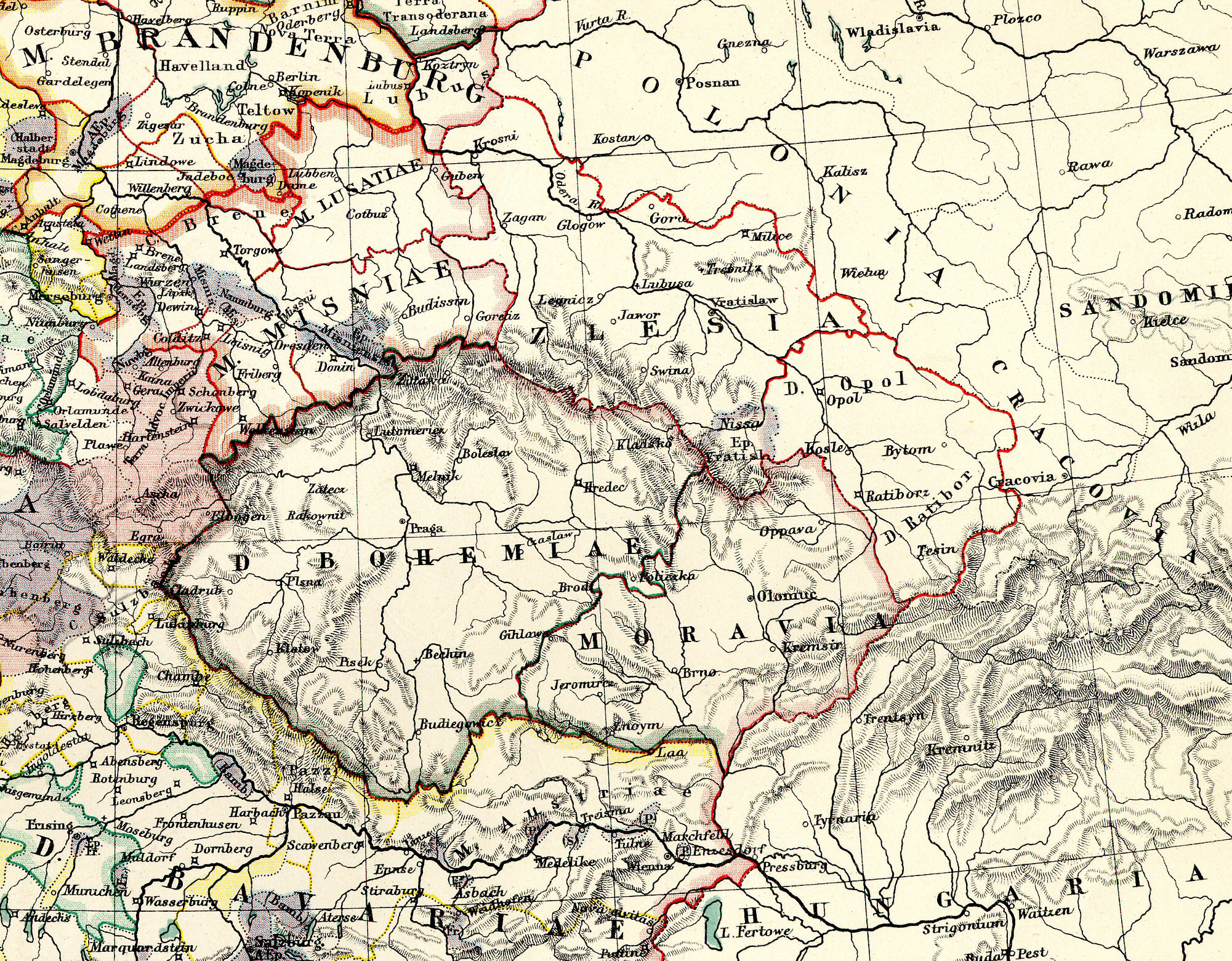
Bohemia y Silesia 1138—1254

Poco antes de morir en 992, Mieszko I, el primer gobernante de Polonia, había conquistado la región de Silesia, que se extendía a lo largo de la frontera común.  En Pentecostés de 1137, el duque Soběslav I de Bohemia renunció oficialmente a las tierras en favor del duque Piast Bolesław III Wrymouth. El emperador Lotario III se lo pidió. Bolesław murió al año siguiente y, en su testamento, legó el recién creado ducado de Silesia a su hijo mayor,  Vladislao II . Sin embargo, Vladislao fue expulsado por sus hermanastros menores y tuvo que pedir ayuda al emperador del Sacro Imperio Romano Germánico. Así comenzó el proceso de alejamiento gradual de Władysław. El dominio del duque Bolesław I sobre Silesia fue restaurado bajo la presión del emperador  Federico Barbarroja en 1163. Su hijo, Enrique el Barbudo, se convirtió en Gran Duque de Polonia en 1232. El matrimonio de su sucesor, el duque Enrique II el Piadoso, con Ana de Bohemia, hija del rey Otakar I, fortaleció los lazos entre los Piastas de Silesia y la dinastía Premislida de Bohemia. Tras la muerte de Enrique en la batalla de Legnica de 1241, Silesia se dividió en numerosos pequeños estados bajo el mando de sus descendientes.
En 1280, el duque Enrique IV de Wrocław, movido por su ambición de hacerse con la provincia señoral polaca de Cracovia, rindió homenaje al rey Rodolfo I de Alemania y pudo suceder a Leszek II el Negro como alto duque polaco en 1288. Como la soberanía polaca se  debilitaba, surgió la oportunidad para que los Premislidas ampliaran una vez más su esfera de influencia a Silesia. En 1289 el rey Wenceslao II de Bohemia nombró vasallo al duque Casimiro de Bytom. Tras la repentina muerte del duque Enrique IV en 1290, se renovó la lucha por la provincia polaca de Silesia, y el rey Wenceslao II de Bohemia forjó una alianza con el hermano de Casimiro, Bolko I de Opole, contra los rivales piastras polacos Vladislao I de Polonia y Przemysł II, quien finalmente tuvo que ceder Cracovia al rey bohemio un año más tarde. El rey Wenceslao fracasó al principio en su intento de obtener la regalidad polaca, ya que Przemysł II se convirtió en duque de Silesia y fue coronado en 1295 por el arzobispo Jakub Świnka de Gniezno. Esto convirtió a Przemysł II en el primer rey polaco desde la deposición de Bolesław II el Temerario en 1079. Cuando Przemysł II fue asesinado en 1296, Wenceslao II volvió a aprovechar la oportunidad para asumir el título de Alto Duque. Se casó con la hija de Przemysł, Elisabeth Richeza, y finalmente fue coronado rey polaco por el arzobispo Jakub Świnka en 1300.
En 1305 murió el rey Wenceslao II y su hijo Wenceslao III, el último soberano de la dinastía premyslida, fue asesinado al año siguiente. La soberanía polaca volvió a manos de la dinastía Piast cuando Władysław I el Bastardo comenzó a unir el reino bajo su dominio. Los sucesores de Wenceslao en Bohemia, Enrique de Carintia y Rodolfo de Austria, también reclamaron el título de rey polaco, pero no lograron imponerse. Aunque Władysław fue coronado rey en 1320, las aspiraciones bohemias al poder resurgieron en 1310. El conde Juan de Luxemburgo, hijo mayor del rey Enrique VII de Alemania, se casó con la princesa premyslida Isabel, haciéndose con el poder en Praga y también con las pretensiones al trono polaco. Aunque no logró suceder a su padre como rey de los romanos, consiguió que más duques silesios le prestaran juramento de fidelidad frente a la resistencia del rey Władysław. En 1327, hizo vasallos suyos a los duques de Breslavia y Opole, seguidos por los duques de Legnica, Żagań, Oleśnica, Ścinawa y Brzeg en 1329. Las tensiones se intensificaron cuando el rey Juan hizo campaña y se anexionó el ducado silesio de Głogów en 1331. Comenzó a interferir en la guerra polaco-teutónica que estalló en Cuyavia y Dobrzyń Land a raíz de la toma de Gdańsk en 1308.

### Relaciones entre eslavos y francos en la Alta Edad Media
Para entender los acontecimientos que condujeron al Tratado de Trenčín, es crucial conocer la historia de la relación entre francos y eslavos en Europa Central. A lo largo del siglo IX, los gobernantes francos intentaron controlar la cuenca central del Danubio. Mediante la instalación de duques clientes en determinadas zonas de su imperio, los francos se convirtieron rápidamente en una fuerza dominante en la región. Sin embargo, el reino franco no estuvo exento de oposición. Según los historiadores, algunos pueblos eslavos fueron ganando notoriedad en la cuenca de los Cárpatos en medio del dominio franco. Se especuló que estos eslavos eran de origen búlgaro-turco, pero desempeñaron un papel crucial en la desorganización de los francos. Aunque a menudo buscaban beneficiarse del apoyo franco, también rechazaban su dominio. Anhelaban la independencia, deseosos de liberarse de las cadenas fiscales.

## Establecimiento de los Tres Reinos
La historia que precede al Tratado de Trenčín coincide con la de los tres reinos implicados en su firma. Las cuestiones abordadas y solucionadas en el tratado están directamente relacionadas con dichos reinos. Para comprender mejor la situación de cada uno de ellos, es fundamental repasar su historia individual.

### Hungría
Es bien sabido que la inmensa mayoría de los europeos de la Edad Media se identificaban con alguna denominación del cristianismo o con alguna creencia religiosa. En el caso de los húngaros, estos siguieron siendo paganos durante bastante tiempo. A finales del siglo IX, estos «húngaros paganos» eran conocidos por sus constantes ataques a otros reinos. Entre ellos destacaban los francos orientales. Según los Annales Bertiniani de 862, el reino franco oriental fue asaltado por un grupo de personas conocido como los Ungri. Se trata del primer caso registrado de una acción húngara en textos occidentales, y muchos historiadores lo saben. Este conflicto con el pueblo franco continuó en 881, cuando los húngaros se aliaron con el gobernante moravo Svatopluk en una serie de dos batallas contra los francos. Sin embargo, en 892, tras un cambio de opinión, francos y húngaros se aliaron para derrotar a Svatopluk, antiguo aliado de Hungría.
Tras un largo periodo de incursiones y batallas contra varios reinos, los húngaros decidieron perseguir un propósito mayor. A partir del 894, los húngaros ocuparon la cuenca de los Cárpatos. A esta ocupación se la conoce como «La Conquista». Desgraciadamente, no existen fuentes fiables que relaten estos acontecimientos. A partir de las especulaciones novelescas de un antiguo notario del rey Bela III (1172-1196), los historiadores han podido formarse una hipótesis fundamentada sobre los acontecimientos de la cuenca de los Cárpatos. Sin embargo, hay una interpretación que comienza con la alianza búlgaro-francesa de 892 y la subida al trono de Bulgaria de Simeón en 893, que puso fin a la alianza. Ese mismo año, Bulgaria encontró nuevos aliados en el reino de Moravia. Se tiene constancia de que los húngaros atacaron tanto a los moravos como a los búlgaros. Se trata del primer ataque a gran escala dirigido por húngaros en Europa occidental.
En los muchos años que siguieron a la ocupación de la cuenca de los Cárpatos, el reino de Hungría experimentó varios cambios sociales. Sin ir más lejos, la transición del bárbarismo al cristianismo fue uno de los cambios más significativos. Esta transición condujo incluso a una estrecha relación entre Hungría y el papa Inocencio III (1198-1216). Esta alianza proporcionó algunos de los datos más detallados sobre la política exterior de Hungría y los asuntos internos de Europa Central. La cristianización de Hungría es crucial para comprender los acontecimientos previos al Tratado de Trenčín.A finales del siglo XIII, Hungría viviría una de las mayores luchas de poder de su historia. Tras la muerte de Andrés III, el linaje real de San Esteban llegaría a su fin. Esto también tuvo efectos adversos, ya que el reconocimiento del poder central perdió casi toda su importancia. Esto desató el frenesí en los territorios húngaros. Sin embargo, en 1301, Carlos de Anjou fue coronado. Su sucesión al trono sería la primera en la historia de Hungría que se llevaría a cabo por elección y no por herencia real. Apoyado por el papa Bonifacio VIII, Carlos pronto se convertiría en el gobernante ilegítimo de Hungría. Muchos barones consideraron este nombramiento una blasfemia. En agosto de ese mismo año, los barones destituirían a Carlos y nombrarían a Wenceslao, hijo de Wenceslao II de Bohemia, aunque este cambiaría su nombre por el de Ladislao. 

### Polonia
Durante la mayor parte de la Edad Media, el reino polaco estuvo bajo el dominio de los Piasts, como lo denominan los historiadores modernos. Sin embargo, en las fuentes medievales polacas es más común encontrar expresiones como «duces et principes Poloniae» o los duques y príncipes de Polonia. En 965, Miecislao I, príncipe de los polacos, rompió la alianza entre los checos cristianos y los eslavos del oeste. Lo consiguió casándose con la hija de Boleslav I de Bohemia. Al año siguiente, Polonia se convertiría al cristianismo latino, lo que permitió a Miecislao aprovechar los numerosos recursos militares y políticos del Imperio alemán, algo que habría sido inconcebible antes de la conversión. Sin embargo, esta alianza duró poco debido a los numerosos intereses contrapuestos de ambos imperios. Tras muchos años de poner a prueba sus habilidades, Miecislao aprendió cuál era su lugar cuando se casó con la princesa alemana Oda en 980, lo que consolidó su alianza con el Imperio alemán. Esto daría lugar a la primera mención de la intervención polaca en Silesia, cuando Miecislao utilizó a sus aproximadamente 3000 soldados para anexionarse Silesia y reclamar la tierra a Bohemia. Esto da una idea de la lucha por el territorio en los primeros tiempos de la Edad Media.
Hacia 1202, la dinastía Piast comenzó a establecer ducados, que eran otro término para designar los territorios en posesión de la realeza. Esta tendencia continuó hasta 1288, año en que se establecieron diecisiete ducados. Diez de estos territorios se encontraban en Silesia, lo que subraya aún más su importancia en la historia de Polonia. Tras la muerte de Boleslao III Wrymouth, sus hijos de la segunda esposa se unieron contra su sucesor, Vladislao II. Esto condujo al exilio de Vladislao tanto de Polonia como del ducado de Silesia (heredado de su padre) en 1146. Las consecuencias de estas acciones crearían inestabilidad en las relaciones entre las generaciones mayores y menores de la dinastía Piast.
Unos 60 años más tarde, Silesia tenía un aspecto muy diferente al de la época de Boleslao III. Había muchas ciudades, la mayoría gobernadas por alemanes. En la mayoría de estas ciudades se hablaba alemán y se practicaban costumbres germanas. Así continuó hasta el final de la Edad Media, cuando el polaco volvió a ser la lengua dominante entre los plebeyos. 
Justo antes del Tratado de Trenčín, se produjeron muchos acontecimientos de importancia. En 1305, el antiguo duque de Silesia, Vladislao I de Polonia, pudo adquirir territorios húngaros gracias al apoyo de Hungría a Carlos I de Anjou en su aspiración a acceder al trono. Esto provocó conflictos entre Vladislao I de Polonia y el Imperio alemán. En 1308, pidió ayuda a los Caballeros Teutónicos para recuperar el castillo de Gdańsk de las manos de Otto y Waldemar, margraves de Alemania. Tras este acontecimiento, los caballeros ayudaron a Vladislao a hacerse con el control de la mayor parte de Pomerania, en Polonia, en 1311. Su alianza con los Caballeros Teutónicos se debilitó aproximadamente una década antes de su muerte, el 2 de marzo de 1333. Entonces subió al trono Casimiro III. En un intento de establecer la estabilidad en Polonia, Casimiro renovó la tregua con los caballeros, estableciendo su gobierno tan solo dos años antes de la firma del Tratado de Trenčín.

## La firma del tratado

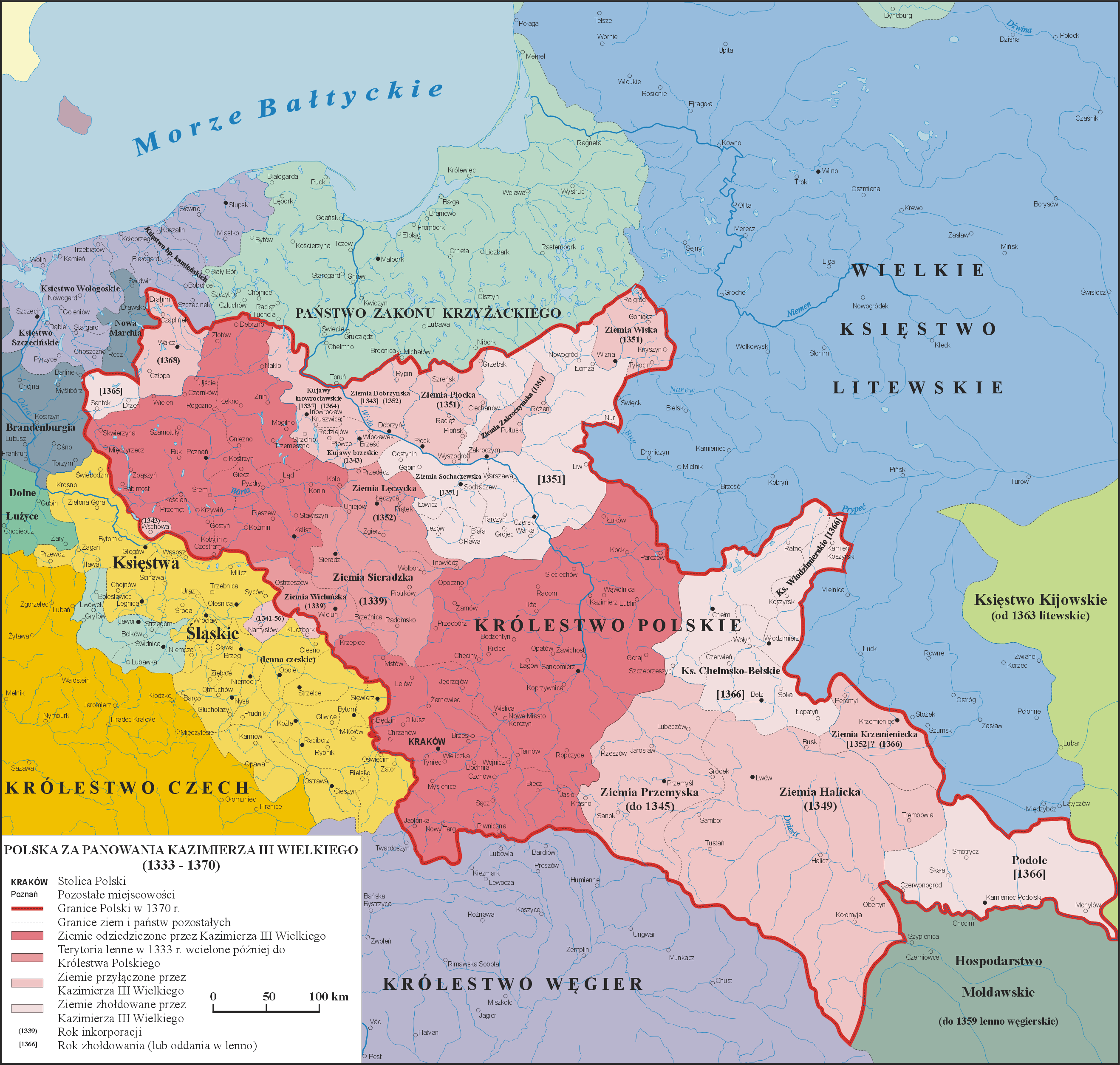
Polonia bajo Casimiro III (1333-1370), ducados de Silesia mostrados en amarillo claro

Hasta 1322, Carlos I de Anjou había mantenido una fuerte alianza con los Habsburgo, un pequeño reino que por aquel entonces poseía territorio en Europa Central. Esta alianza había ayudado a Carlos a defenderse de los alemanes y los húngaros. Sin embargo, con el tiempo, el estatus de esta alianza decayó rápidamente. Durante unos años, participó en pequeñas disputas con ellos. Sin embargo, en 1328, logró contraatacar y adquirir la región conocida como Medjumurje. Se trataba de la frontera entre los ríos Drava y Mura, ocupada por los austriacos. Tras reducir con éxito una serie de provincias de los Habsburgo, Carlos pronto se quedó sin aliados. Buscó aliados en el norte, donde los encontró fácilmente. La dinastía Piast en Polonia y los luxemburgueses en Bohemia le prestarían un apoyo constante en los momentos de necesidad. Pero este apoyo vino primero de Carlos. A partir de 1306, proporcionó armas a Vladislao I de Polonia, futuro rey de Polonia. Esta alianza se mantuvo muy fuerte desde entonces. Carlos también enviaría tropas para apoyar a Casimiro III cuando este luchaba contra la Orden Teutónica. Esta alianza condujo finalmente a los acontecimientos de 1335. En agosto de ese año, gracias al apoyo del rey Juan de Bohemia, Carlos pudo mantener Silesia al firmar el Tratado de Trenčín. 
En 1333, el rey polaco Vladislao fue sucedido por su hijo Casimiro III, quien estaba dispuesto a transigir. Casimiro III demandó a la Orden Teutónica ante la Curia Romana y zanjó el creciente conflicto con el rey Juan de Bohemia mediante el tratado provisional de Trenčín el día de San Bartolomé de 1335. A las negociaciones en el castillo de Trenčín asistieron el rey de Bohemia Juan de Luxemburgo, su hijo Carlos (futuro emperador del Sacro Imperio Romano Germánico Carlos IV) y el rey de Hungría Carlos Roberto. El rey de Polonia, Casimiro III el Grande, estuvo representado por sus lugartenientes. Los representantes del rey polaco renunciaron a perpetuidad a todas las reivindicaciones sobre Silesia en favor de Bohemia, mientras que el rey Juan y su hijo Carlos renunciaron, a su vez, a sus pretensiones al trono polaco derivadas de los Přemyslidas.El acuerdo se confirmó cuando los soberanos se reunieron en el Congreso de Visegrád en noviembre de 1335.
El rey Juan tenía ahora vía libre para seguir haciendo sus vasallos a los ducados silesios de Ziębice/Münsterberg (1336) y Nysa/Neisse (1342). No fue hasta el 9 de febrero de 1339 cuando Casimiro ratificó el tratado en Cracovia. El acuerdo se reafirmó de nuevo en 1346 para el Sacro Imperio Romano Germánico por el hijo de Juan, Carlos IV, elegido rey de los romanos. Se reafirmó en el Tratado de Namslau de 1348 con el rey Casimiro III y, de nuevo, en 1372 por el sucesor de Casimiro, el rey Luis I.
Bolko II el Pequeño siguió siendo el único duque de Silesia que no aceptó el señorío de Bohemia. Sin embargo, no tuvo herederos varones y su sobrina Anna von Schweidnitz se casó con el emperador Carlos IV en 1353. Firmó un tratado sucesorio por el que, a la muerte de su esposa Inés de Austria en 1392, el ducado de Jawor caería definitivamente en manos de Bohemia.

## Consecuencias

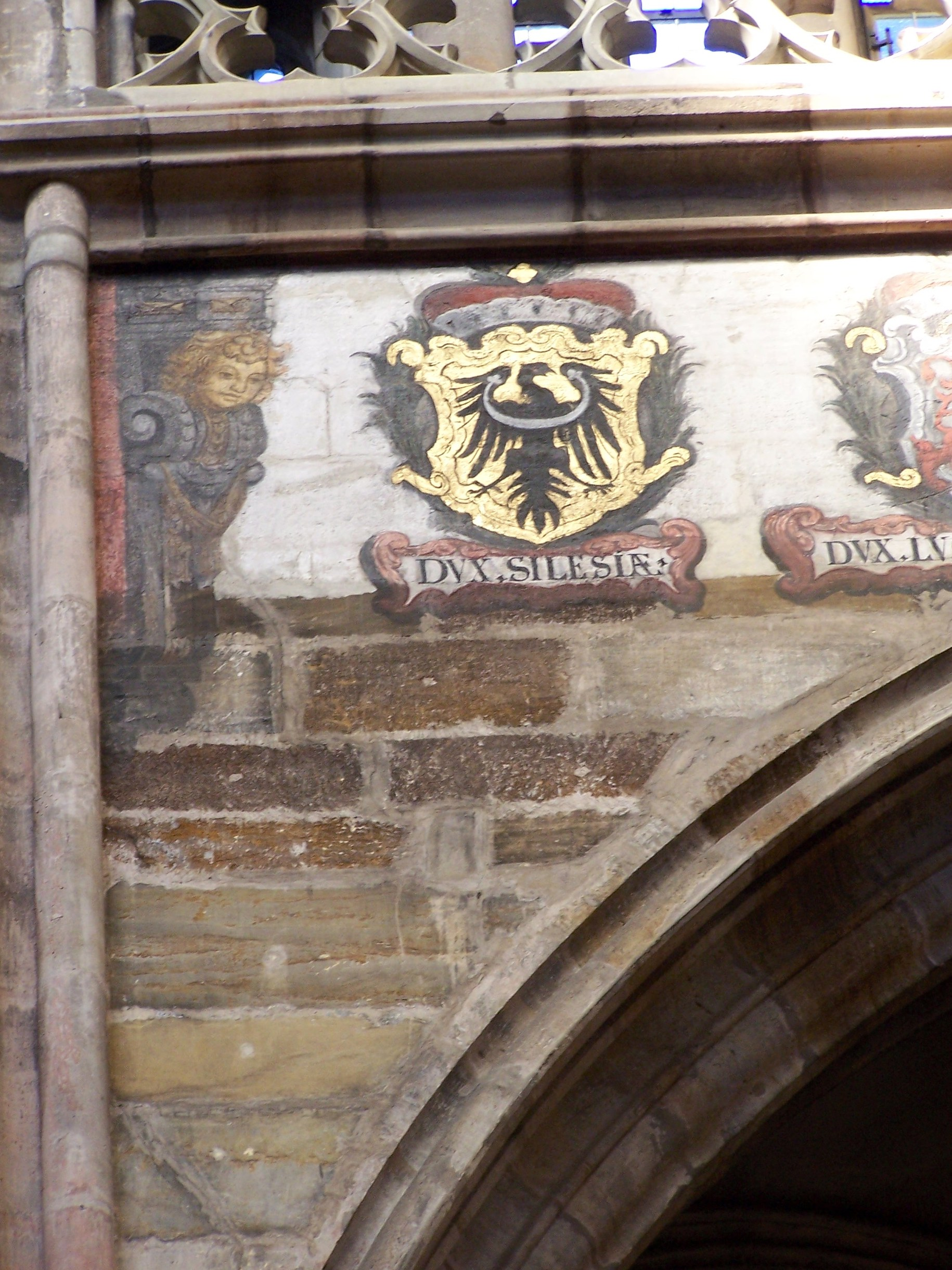
Escudo de Silesia en la Catedral de San Vito de Praga

Con el Tratado de Trentschin Silesia se escindió  de la Corona polaca. En 1348 el rey Carlos IV la anexó a la corona de Bohemia junto con Moravia y Lusacia. Los duques de Silesia se convirtieron en vasallos indirectos del Sacro Imperio Romano Germánico, sin estatus inmediato y sin representación en la Dieta Imperial . Según el derecho canónico, la diócesis de Breslavia siguió siendo sufragánea de la archidiócesis polaca de Gniezno. Aunque las tierras de Silesia también comprendían el antiguo ducado moravo de Opava, los ducados de Alta Silesia de Siewierz, Oświęcim y Zator fueron adquiridos por Polonia en el siglo XV. El ducado de Krosno, de la Baja Silesia, cayó en manos de Brandeburgo en 1476.
A la muerte del rey de Bohemia Luis II durante la batalla de Mohács de 1526, sus tierras de la corona fueron heredadas por el rey Habsburgo Fernando I y pasaron a ser parte de la monarquía de los Habsburgo. La archiduquesa María Teresa, reina de Bohemia desde 1740, perdió la mayor parte de las tierras de la corona de Silesia en el Tratado de Breslau de 1742. Fue conquistada por el rey Federico II de Prusia . La mayor parte de Silesia regresó a la República de Polonia tras la implementación de la línea Oder-Neisse, según el Acuerdo de Potsdam de 1945.
La rendición de Silesia por Casimiro estableció una frontera que se mantuvo estable y vigente hasta después de la Primera Guerra Mundial. 